# Villa Donatello
Villa Donatello è un edificio costruito intorno al 1870 sui Viali di Circonvallazione di Firenze come residenza fiorentina dei principi Rospigliosi. Fino al 2018 ha ospitato le attività di un'omonima struttura medico-sanitaria privata.

## Storia e descrizione
L'edificio, realizzato in stile neoclassico come tutte le altre residenze dell'alta borghesia e della corte reale trasferitesi nel capoluogo toscano ai tempi di Firenze Capitale (1865-1870), possiede tutte le caratteristiche di una villa sia per la tipologia architettonica sia per la presenza dell'ampio spazio in parte a verde che la circonda. Venne commissionata dai principi Rospigliosi quando, in ottemperanza al piano urbanistico di Giuseppe Poggi e alla relativa volontà di donare a Firenze un volto più europeo dalla forte impronta parigina, vennero abbattute le antiche mura lasciando spazio alla creazione dei viali e delle nuove grandi piazze, fra cui il prospiciente Piazzale Donatello.
Agli inizi del Novecento passò alle Suore di Nevers e a partire da 1946 viene adibita a struttura sanitaria, ospitando l'omonima casa di cura diventando di proprietà del Gruppo Fondiaria Sai.
Sul cancello che guarda al viale è uno scudo partito, con l'arme Rospigliosi (inquartato d'oro e d'azzurro, a quattro losanghe dell'uno nell'altro) e di un'altra famiglia non identificata.